# Турды
Турды́ (Турди; чагат. توردی‎) — узбекский поэт XVII века, писавший также по-персидски под литературным псевдонимом Фараги́ (перс. فراغی‎).

## Биография
Турды — классический поэт XVII века, был выходцем из узбекского рода юз. Учился в медресе Бухары.
Служил при дворе Абдулазиз-хана (1645—1680). После конфликта с некоторыми представителями знати в период правления Субханкули-хана (1680—1702), покинул дворцовую службу. Турды писал на узбекском и персидском языках (под литературным псевдонимом Фараги). Много путешествовал. Участвовал в народном восстании 1685—1686 годов против деспотизма Аштарханидов.

### Творчество
Перу Турды принадлежат стихотворения различных жанров: газели, мухаммасы, «Сатира о Субханкули-хане», «Разражительные господа», «Малодушные беки», диван стихов.
Турды призывал к объединению разобщенных узбекских племен:
Хоть народ наш разобщен, но ведь это все узбеки
девяносто двух племен.
Называемся мы разно, — кровь у всех одна -
Мы один народ, и должен быть у нас один закон.
Полы, рукава и ворот — это все — один халат,
Так един народ узбекский, да пребудет в мире он.

## Смерть
Турды умер около 1700—1701 годы в Ходженте.

## Переводы на русский язык
- ТУРДЫ. Избранные произведения, Перевод Наума Гребнева. Изд-во АН УзССР. 1951.
- Наум Гребнев. ДРУГИЕ СЛОВА. Избранные переводы из узбекской народной и классической поэзии. Издательство литературы и искусства им. Гафура Гуляма. 288 с. Ташкент 1973. Раздел Турды с. 229—250
- Наум Гребнев. ИСТОКИ И УСТЬЯ. Переводы из узбекской поэзии. Изд-во литературы и искусства им. Гафура Гуляма. Ташкент 1983. Раздел Турды — с. 267—278.